# Tanwaka
Tanwaka är en ort i Burkina Faso.   Den ligger i regionen Plateau-Central, i den centrala delen av landet, 90 km öster om huvudstaden Ouagadougou. Tanwaka ligger 290 meter över havet och antalet invånare är 1 116.
Terrängen runt Tanwaka är platt. Närmaste större samhälle är Mogtédo, 17,7 km nordväst om Tanwaka.
Omgivningarna runt Tanwaka är en mosaik av jordbruksmark och naturlig växtlighet. Runt Tanwaka är det ganska tätbefolkat, med 78 invånare per kvadratkilometer.